# Ruch praw osób z niepełnosprawnościami
Ruch praw osób z niepełnosprawnościami – globalny ruch społeczny, który dąży do zapewnienia równych szans i równych praw dla osób z niepełnosprawnościami.
Ruch ten złożony jest z organizacji aktywistów na rzecz osób z niepełnosprawnościami, znanych również jako rzecznicy praw osób z niepełnosprawnościami, z całego świata, współpracujących w celu osiągnięcia podobnych celów i żądań, takich jak: dostępność i bezpieczeństwo w architekturze, transporcie i środowisku zewnętrznym; równe szanse w niezależnym życiu, równość w zatrudnieniu, edukacji i mieszkaniu; oraz wolność od dyskryminacji, nadużyć, zaniedbań i innych naruszeń praw. Działacze na rzecz praw osób z niepełnosprawnościami dążą do zlikwidowania barier instytucjonalnych, fizycznych i społecznych, które uniemożliwiają osobom z niepełnosprawnościami prowadzenie życia na równi z innymi obywatelami. 
Prawa osób z niepełnosprawnościami są kwestią złożoną, ponieważ istnieje wiele sposobów, spośród których osoba z niepełnosprawnością może mieć naruszone swoje prawa w różnych kontekstach społeczno-politycznych, kulturowych i prawnych. Na przykład: powszechną przeszkodą, z jaką borykają się osoby z niepełnosprawnościami, jest kwestia zatrudnienia - pracodawcy często nie są chętni lub zdolni do zapewnienia niezbędnych udogodnień, które umożliwiłyby osobom z niepełnosprawnościami skuteczne wykonywanie swoich obowiązków zawodowych.
Członkowie ONZ podpisali Konwencję o prawach osób z niepełnosprawnościami; Polska podpisała i ratyfikowała Konwencję, jednakże nie ratyfikowała Protokołu Fakultatywnego do Konwencji.

## Historia

### Stany Zjednoczone
Prawa osób z niepełnosprawnościami w Stanach Zjednoczonych znacznie ewoluowały na przestrzeni ostatniego stulecia. Przed ruchem na rzecz praw osób z niepełnosprawnościami, odmowa prezydenta Franklina D. Roosevelta, by publicznie pokazywać się w sytuacjach, w których byłby postrzegany jako osoba narażona na słabość, symbolizowała istniejące piętno związane z niepełnosprawnościami. Podczas kampanii, wygłaszania przemówień czy pełnienia funkcji publicznej, ukrywał swoją niepełnosprawność. To z kolei utrwalało postawę mówiącą o tym, że „niepełnosprawność równa się słabości”.
Niepełnosprawność w Stanach Zjednoczonych była postrzegana jako problem osobisty - nie istniało wiele organizacji politycznych czy rządowych, które wspierałyby osoby z tych grup. W latach 50. XX wieku nastąpił przełom w obszarze wolontariatu i organizacji ukierunkowanych na współpracę z rodzicami, takich jak March of Dimes. 
Chociaż było to początkiem aktywizmu i dążenia do wsparcia dla tych grup, dzieci z niepełnosprawnościami były w dużej mierze ukrywane przez swoich rodziców z obawy przed przymusową rehabilitacją. Kiedy w latach 60. XX wieku rozpoczął się ruch na rzecz praw obywatelskich, działacze na rzecz praw osób z niepełnosprawnościami przyłączyli się do tego ruchu oraz do ruchu na rzecz praw kobiet, aby promować równe traktowanie i zwalczać stereotypy. To właśnie w tym czasie rozpoczęła się walka o prawa osób z niepełnosprawnościami z różnych grup, łącząca osoby z różnymi rodzajami niepełnosprawności (fizycznymi, psychicznymi, a także z zaburzeniami wzroku i słuchu) oraz różnymi potrzebami, aby walczyć o wspólną sprawę. W 1990 roku uchwalono ustawę Americans with Disabilities Act of 1990 (ADA), która prawnie zakazała dyskryminacji z powodu niepełnosprawności i nakazała zapewnienie dostępności w budynkach i miejscach publicznych. Ustawa ADA ma znaczenie historyczne, ponieważ zdefiniowała pojęcie „rozsądnych udogodnień” w celu ochrony zarówno pracowników, jak i pracodawców. 

## Bariery
Można wymienić trzy główne rodzaje barier, z którymi borykają się osoby z niepełnosprawnościami:
1. Bariery postaw: są tworzone przez ludzi, którzy w kontaktach z osobami z niepełnosprawnościami widzą przede wszystkim ich niepełnosprawność. Te bariery postaw mogą przejawiać się poprzez znęcanie się, dyskryminację i strach. Bariery te obejmują również niskie oczekiwania wobec osób z niepełnosprawnościami. Przyczyniają się one do powstawania wszystkich innych barier. Postawy wobec osób z niepełnosprawnościami w krajach o niskich i średnich dochodach mogą być jeszcze bardziej skrajne.
2. Bariery środowiskowe: niedostępne miejsca, naturalne lub wybudowane przez człowieka, stanowiące przeszkody dla inkluzji osób z niepełnosprawnościami.
3. Bariery instytucjonalne: obejmują wiele praw, polityk, praktyk lub strategii, które dyskryminują osoby z niepełnosprawnościami. Na przykład badanie przeprowadzone w pięciu krajach Azji Południowo-Wschodniej wykazało, że prawa wyborcze nie chronią w sposób szczególny praw politycznych osób z niepełnosprawnościami, podczas gdy niektóre banki nie pozwalają osobom niewidomym na otwieranie kont, a centra testowania na HIV często odmawiają przyjęcia tłumaczy języka migowego ze względu na politykę poufności. W niektórych krajach istnieją restrykcyjne przepisy, szczególnie dotykające osoby z niepełnosprawnościami intelektualnymi lub psychospołecznymi.

## Niepełnosprawności

### Ludzie z niepełnosprawnościami ruchowymi

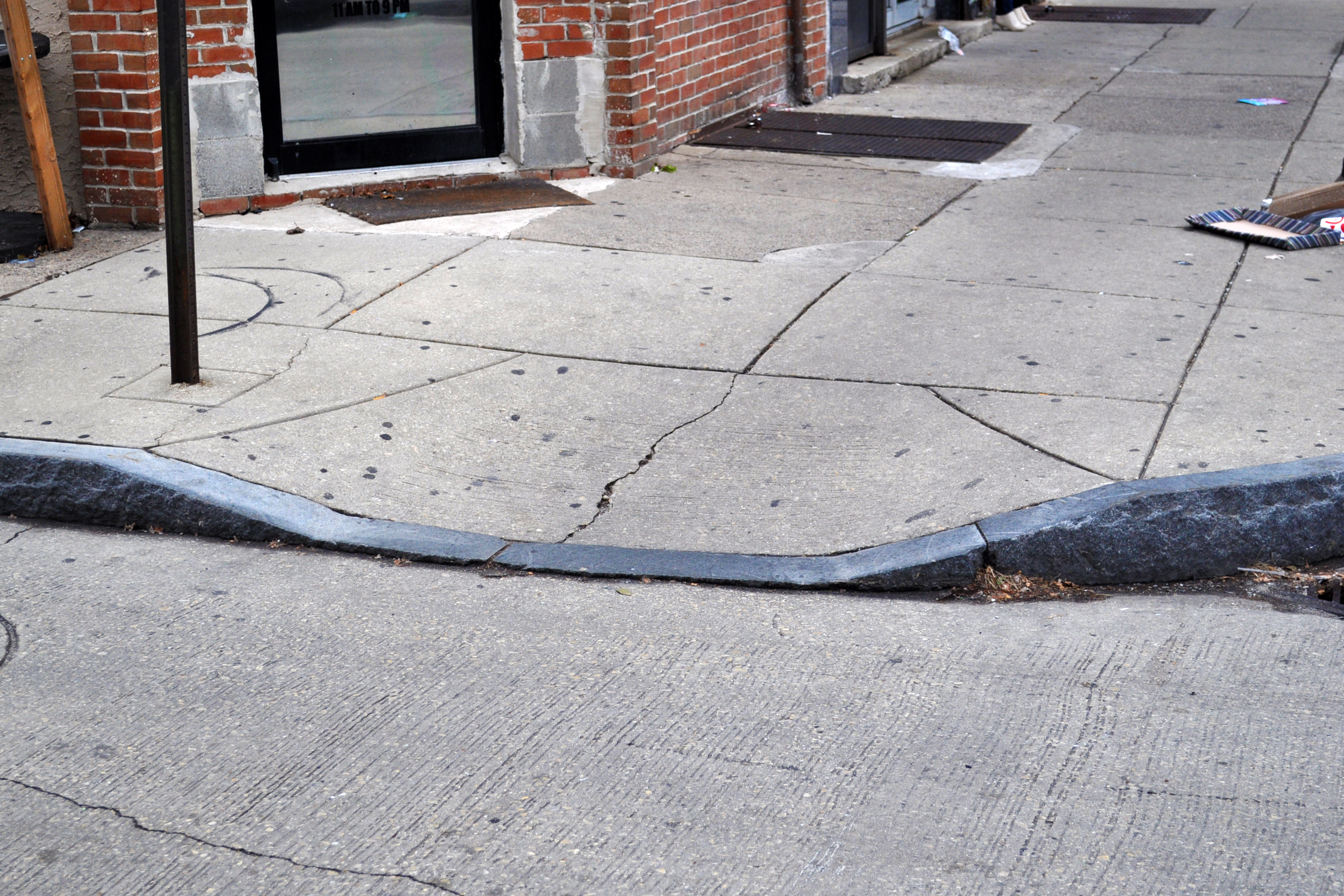
Łagodny zjazd w krawężniku dla osób z niepełnosprawnością ruchową, zwłaszcza dla użytkowników wózków

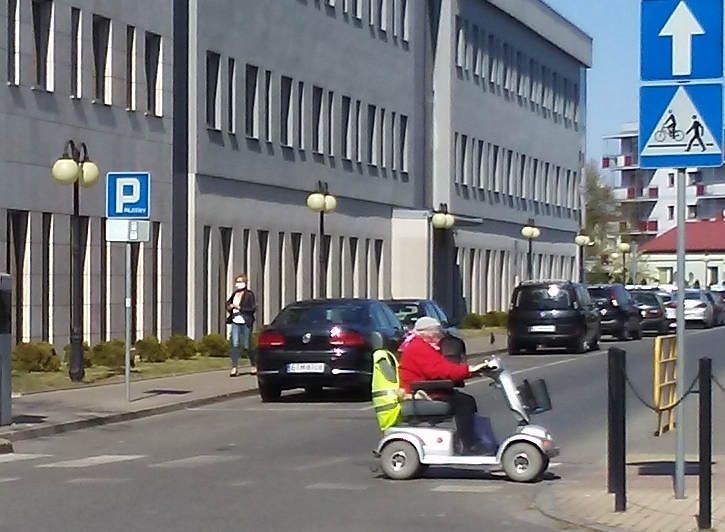
Kobieta z niepełnosprawnością ruchową jadąca ścieżką rowerową

Dostęp do przestrzeni publicznych, takich jak ulice miejskie, budynki publiczne oraz toalety miejskie, to jedne z bardziej widocznych zmian, które wprowadzono w ostatnich dekadach w celu zminimalizowania barier fizycznych. Zauważalnymi zmianami jest instalacja wind, automatycznych drzwi, szerokich drzwi i korytarzy, podnośników w środkach transportu, ramp dla wózków inwalidzkich, obniżonych krawężników oraz eliminacja zbędnych schodów tam, gdzie nie są dostępne rampy i windy, co pozwala osobom poruszającym się na wózkach inwalidzkich oraz z innymi niepełnosprawnościami ruchowymi na bezpieczniejsze i łatwiejsze korzystanie z chodników i transportu publicznego.

### Ludzie z niepełnosprawnościami wzroku

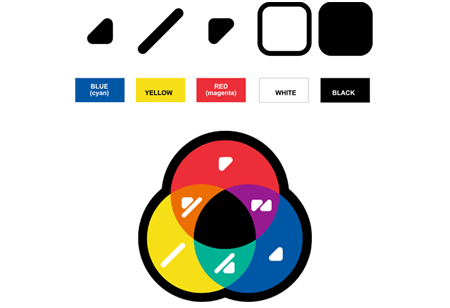
Oznaczenia kodowe dla osób z zaburzeniami widzenia kolorów

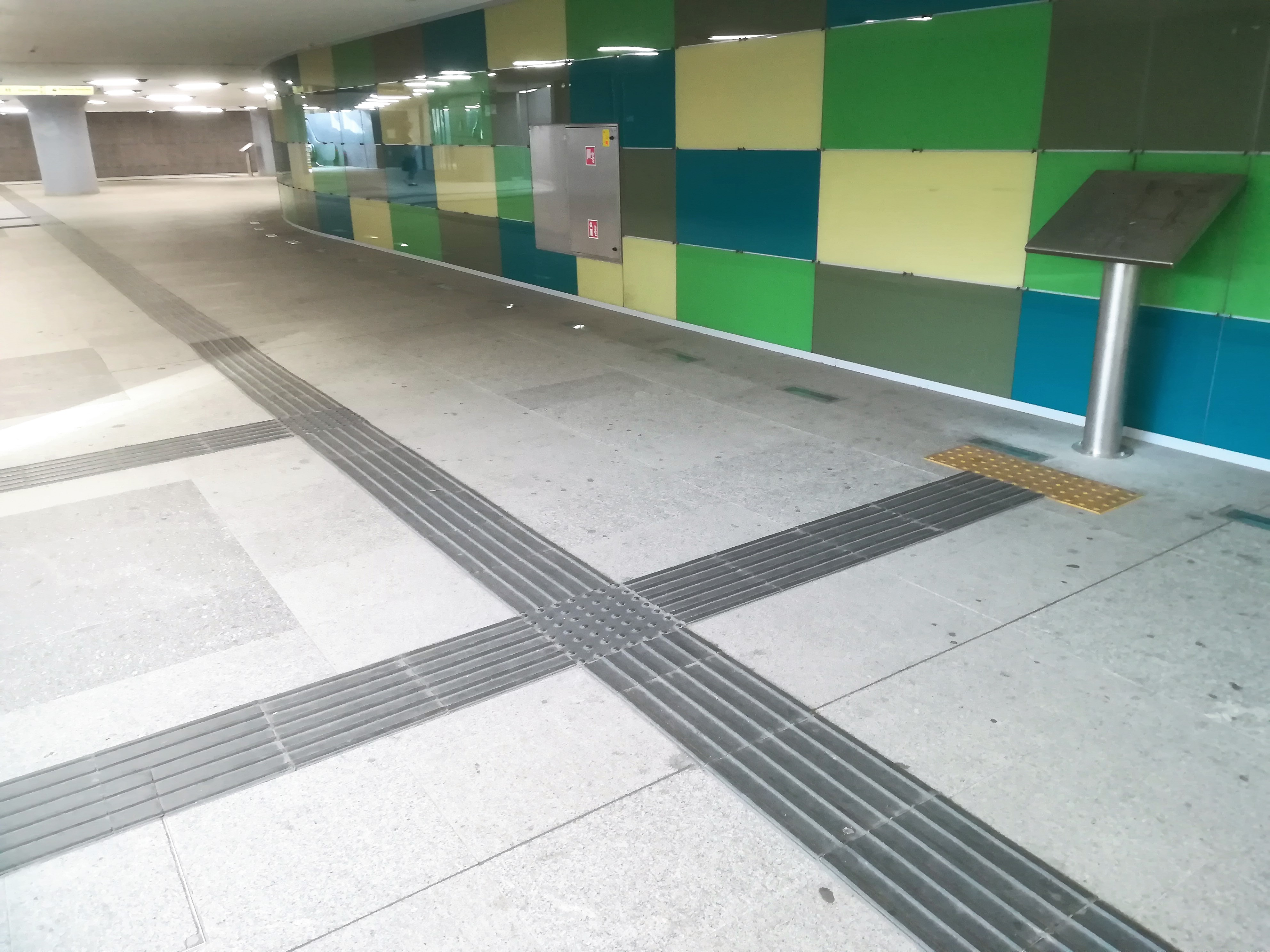
Ścieżka fakturalna: elementy prowadzące, pola uwagi i tablice z wypukłym planem okolicy oraz opisami w alfabecie Braille'a – kompleksowe rozwiązanie dla osób niewidomych (Rondo Kaponiera w Poznaniu)

Osoby z deficytem widzenia barw stykają się z dyskryminacją z powodu ich niezdolności do rozróżniania niektórych kolorów. System oznaczeń kodowych w kształcie figur geometrycznych, znany jako ColorADD, został opracowany przez profesora Miguela Neivę z Uniwersytetu Minho w Portugalii w 2010 roku, aby wskazywać kolory osobom mającym trudności z ich rozpoznawaniem.

### Ludzie ze spektrum autyzmu

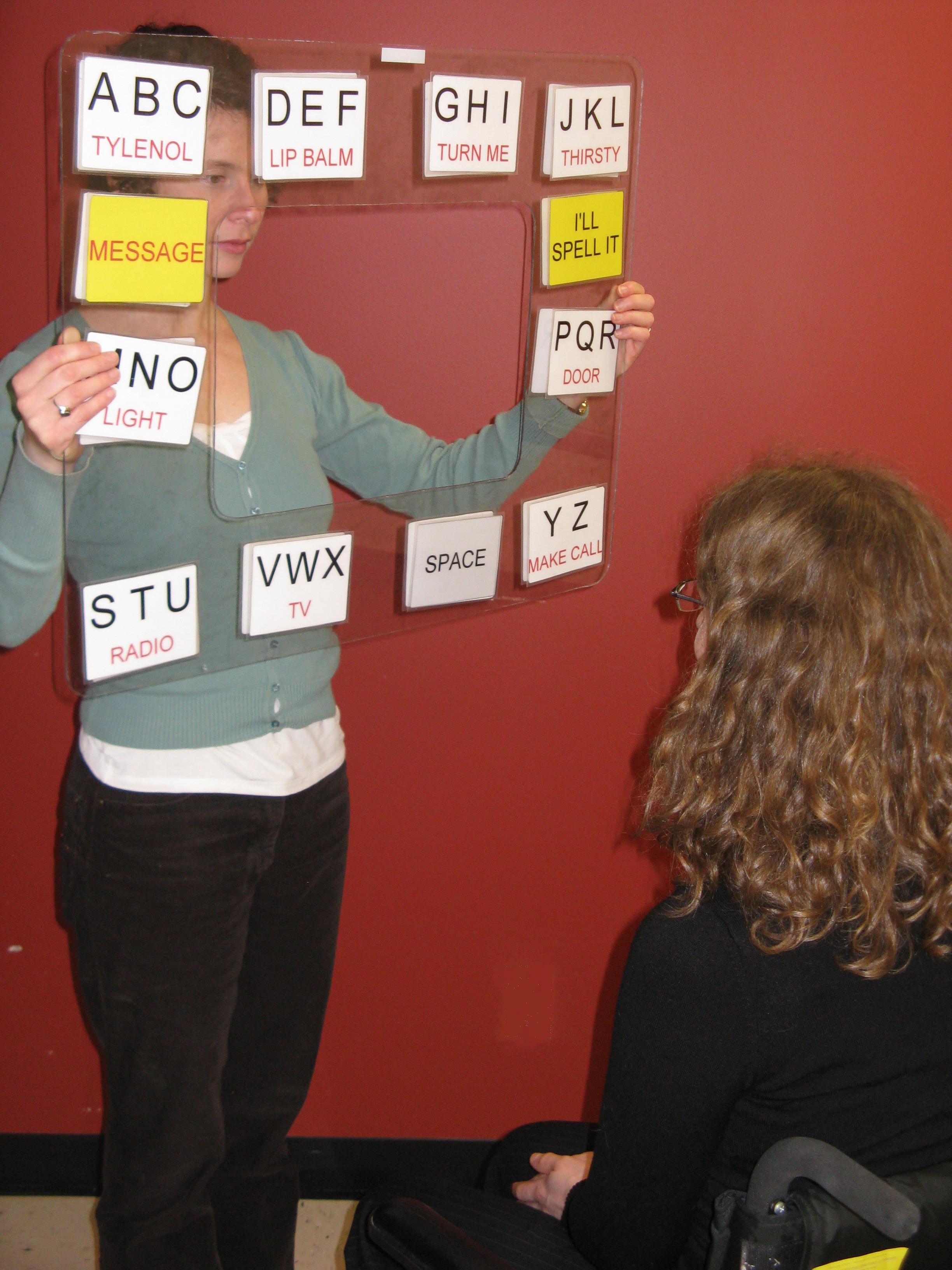
Tablica ze słowami i literami

Ruch na rzecz praw osób z autyzmem to ruch społeczny, który podkreśla koncepcję neuroróżnorodności, postrzegając spektrum autyzmu jako wynik naturalnych wariacji w ludzkim mózgu, a nie jako zaburzenie wymagające leczenia. Ruch na rzecz praw osób z autyzmem dąży do osiągnięcia kilku celów, w tym większej akceptacji zachowań autystycznych, terapii skupiających się na umiejętnościach radzenia sobie, a nie na naśladowaniu zachowań typowych dla osób neurotypowych, tworzenia sieci społecznych i wydarzeń, które umożliwiają osobom autystycznym nawiązywanie kontaktów na własnych zasadach.

### Ludzie z zaburzeniami psychicznymi
Aktywiści praw osób z niepełnosprawnościami psychicznymi koncentrują się głównie na samostanowieniu oraz zdolności jednostki do samodzielnego życia.
Prawo do prowadzenia niezależnego życia, z możliwością korzystania z opłaconej pomocy asystenckiej zamiast instytucjonalizacji, jeśli osoba sobie tego życzy, jest jednym z głównych celów ruchu na rzecz praw osób z niepełnosprawnościami. Jest to również główny cel podobnych ruchów na rzecz niezależnego życia i samorzecznictwa (ang. self-advocacy), które są najsilniej związane z osobami z niepełnosprawnościami intelektualnymi i zaburzeniami psychicznymi. Ruchy te wspierają osoby z niepełnosprawnościami w bardziej aktywnym uczestnictwie w życiu społecznym.

## Debata i podejścia
Kluczową debatą w ruchu na rzecz praw osób z niepełnosprawnościami jest spór między działaniami afirmacyjnymi na rzecz osób z niepełnosprawnościami a walką o równe traktowanie. Według organizacji badawczej z 1992 roku obawiano się, że integracja osób z niepełnosprawnościami w miejscu pracy może wpłynąć na wizerunek firmy lub skutkować spadkiem produktywności. Zbiegło się to z parlamentarną rewizją amerykańskiej Ustawy o Równości Zatrudnienia z 1992 roku, która traktowała o tym, że pracodawcy powinni dążyć do wprowadzenia równości bez oficjalnego systemu kwotowego.
Kolejną debatą jest spór między instytucjonalizacją osób z niepełnosprawnościami a wsparciem ich w miejscu ich zamieszkiwania. W 1963 roku, podczas prezydentury Johna F. Kennedy'ego, przekształcono narodowe podejście do zdrowia psychicznego poprzez zwiększenie finansowania programów społecznych oraz stworzenie ustawodawstwa dotyczącego opieki zdrowotnej w tej dziedzinie. Prezydent USA Kennedy również utworzył Panel Prezydencki ds. Opóźnienia Umysłowego (ang. President's Panel on Mental Retardation), który stworzył rekomendacje dla nowych programów, które rządy mogą wdrażać na poziomie stanowym, odchodząc tym samym od „instytucji opiekuńczych”.
Zgodnie z wyrokiem Sądu Najwyższego USA w sprawie Humphrey v Cady, prawa dotyczące przymusowego leczenia oraz kryteria interwencji obowiązują jedynie wtedy, gdy osoba zostanie uznana za bezpośrednie zagrożenie dla siebie lub innych. Trudność w udowodnieniu "bezpośredniego zagrożenia" doprowadziła do nieoczekiwanego skutku, jakim jest trudniejsze skierowanie pacjentów z zaburzeniami psychicznymi do szpitala, a łatwiejsze ich wysłanie do więzienia. Według Narodowego Sojuszu na Rzecz Zdrowia Psychicznego (ang. National Alliance on Mental Illness) około 15% mężczyzn i 30% kobiet osadzonych w więzieniach cierpi na poważne choroby psychiczne, które pozostają nieleczone.
Inną trwającą debatą jest to, jak rozwijać samostanowienie dla osób z niepełnosprawnościami. Wspólny artykuł 1 Międzynarodowego Paktu Praw Obywatelskich i Politycznych oraz Międzynarodowego Paktu Praw Gospodarczych, Społecznych i Kulturalnych stanowi, że wszystkie narody mają prawo do samostanowienia zgodnie z własną wolą. Ponieważ podkreśla to koncepcję wolnego i autonomicznego wyboru, jednym z argumentów jest to, że jakakolwiek ingerencja rządu osłabia samostanowienie pozostawiając osobom z niepełnosprawnościami poszukiwanie pomocy w organizacjach charytatywnych i non-profit. Organizacje, takie jak związki wyznaniowe, wierzą w pomoc osobom z niepełnosprawnościami bez oczekiwania niczego w zamian. Z drugiej strony, inne podejście to uczestnicząca, symbiotyczna relacja, która obejmuje metody takie jak rozwój zawodowy i dostarczanie zasobów. Innymi słowy, jedno z podejść zakłada umożliwienie osobom z niepełnosprawnościami samodzielnego artykułowania swoich potrzeb oraz generowanie własnych rozwiązań i analiz.